# Principios del derecho constitucional
La jurisprudencia alemana, norteamericana y de la gran mayoría de países ha incluido como principios del derecho constitucional (los que, sin embargo, no siempre están expresamente en la constitución de los países) los siguientes:
- El principio de igualdad, por el que hay que tratar igual a los iguales y desigual a los desiguales. La exigencia de este trato igual pesa fundamentalmente sobre las autoridades públicas, aunque la jurisprudencia más reciente está imponiendo obligaciones parecidas en el sector privado. Tal identificación entre públicos y privados ha sido cuestionada en la doctrina.[1]
- El principio de jerarquía, que determina la supremacía o inferioridad de las normas. Se discute si aparte de las normas, también son jerarquizables los fines, valores y principios del derecho, así como los derechos de las personas. Doctrinarios como Alexy son renuentes a tales posturas, mientras para Riofrío todo es jerarquizable.[2]
- El principio de proporcionalidad en las penas y en los tributos (o "principio de proporción" según Humberto Ávila[3]), por el que es necesario guardar una proporción entre la gravedad de los crímenes y las penas, así como entre la riqueza y el impuesto.
- El principio de proporcionalidad (también llamado “de razonabilidad”), que nació como un remedio contra los excesos en los que incurrían las decisiones tomadas por el poder legislativo y por el poder ejecutivo. El Tribunal Constitucional alemán descompuso la proporcionalidad en tres subprincipios destinados a controlar una medida (v. gr. una ley, una decisión general, un acto administrativo de efectos generales, etc.) emanada de un sujeto con potestad (v. gr. el representante del Poder Ejecutivo, el Parlamento, alcalde u otra autoridad), en cuanto esta medida se considera desproporcionada, irrazonable, innecesaria e inadecuada. Con este triple test se busca controlar que las decisiones de las autoridades no sean arbitrarias. Alguna jurisprudencia ha aplicado el principio de proporcionalidad a otras cosas (relaciones privadas, derechos, valores, etc.) de una forma que no siempre resulta adecuada.[4]
- El Principio de subsidiariedad, por el cual las entidades superiores públicas son incompetentes para intervenir en aquello que las personas y las sociedades menores son capaces de realizar de manera adecuada.